# Voïvodie de Nowy Sącz
La voïvodie de Nowy Sącz (en polonais Województwo nowosądeckie) était une unité de division administrative et un gouvernement local de Pologne entre 1975 et 1998.
En 1999, son territoire est intégré dans la Voïvodie de Petite-Pologne.
Sa capitale était Nowy Sącz.

## Villes
Population au 31 décembre 1998 :
- Nowy Sącz – 83 754
- Nowy Targ – 34 326
- Gorlice – 30 215
- Zakopane – 29 822
- Limanowa – 14 643
- Rabka-Zdrój – 13 638
- Krynica-Zdrój – 13 086

## Bureaux de district
Sur la base de la loi du 22 mars 1990, les autorités locales de l'administration publique générale, ont créé 4 régions administratives associant plusieurs municipalités.
- Gorlice (Gorlice, Bobowa, gmina Gorlice, gmina Łużna, gmina Moszczenica, gmina Ropa, gmina Sękowa et gmina Uście Gorlickie)
- Limanowa (Limanowa, Mszana Dolna, gmina Dobra, gmina Jodłownik, gmina Kamienica, gmina Laskowa, gmina Limanowa, gmina Łukowica, gmina Mszana Dolna, gmina Niedźwiedź et gmina Tymbark)
- Nowy Sącz (Grybów, Nowy Sącz, gmina Chełmiec, gmina Gródek nad Dunajcem, gmina Grybów, gmina Kamionka Wielka, gmina Korzenna, gmina Krynica, gmina Łabowa, gmina Łącko, gmina Łososina Dolna, gmina Muszyna, gmina Nawojowa, gmina Piwniczna, gmina Podegrodzie, gmina Rytro et gmina Stary Sącz)
- Nowy Targ (Jordanów, Nowy Targ, Szczawnica, Zakopane, gmina Biały Dunajec, gmina Bukowina Tatrzańska, gmina Bystra-Sidzina, gmina Czarny Dunajec, gmina Czorsztyn, gmina Jabłonka, gmina Jordanów, gmina Kościelisko, gmina Krościenko nad Dunajcem, gmina Lipnica Wielka, gmina Lubień, gmina Łapsze Niżne, gmina Nowy Targ, gmina Ochotnica Dolna, gmina Poronin, gmina Raba Wyżna, gmina Rabka et gmina Szaflary)

## Évolution démographique
- 1975 – 598 700
- 1980 – 628 800
- 1985 – 667 400
- 1990 – 697 900
- 1995 – 733 100
- 1998 – 747 500